# Bubo shelleyi
Bubo shelleyi là một loài chim trong họ Cú mèo (Strigidae).

## Phân bố và môi trường sống
Loài này được tìm thấy ở Trung và Tây Phi. Nó đã được tìm thấy ở nhiều vị trí rải rác phía trên và dưới Guinea, Liberia, Ghana, Cameroon, Gabon và đông bắc Zaire. Loài này sống ở vùng đất thấp, rừng mưa nhiệt đới và chưa bao giờ thu thập được mẫu ở ngoài các khu rừng rậm.